# Пельґжимовиці (Сілезьке воєводство)
Пельґжимовиці (пол. Pielgrzymowice) — село в Польщі, у гміні Павловиці Пщинського повіту Сілезького воєводства.
Населення — 2624 особи (2011).
У 1975-1998 роках село належало до Катовицького воєводства.

## Демографія
Демографічна структура станом на 31 березня 2011 року:
|          | Загалом | Допрацездатний вік | Працездатний вік | Постпрацездатний вік |
| -------- | ------- | ------------------ | ---------------- | -------------------- |
| Чоловіки | 1248    | 312                | 838              | 98                   |
| Жінки    | 1376    | 329                | 813              | 234                  |
| Разом    | 2624    | 641                | 1651             | 332                  |